# Alice Terry
Alice Terry (Vincennes (Indiana), 29 juli 1899 - Burbank, 22 december 1987) was een Amerikaans actrice die in de jaren '20 een bekende filmster was en de vrouwelijke hoofdrol vertolkte in verscheidene grootschalige films van haar echtgenoot Rex Ingram.

## Biografie
Terry werd als Alice Frances Taaffe geboren als jongste van drie kinderen in Vincennes (Indiana). Haar vader was een boer uit Ierland. De familie verhuisde toen Terry vijf jaar oud was naar Los Angeles, alwaar haar vader vlak na aankomst verongelukte op straat. Kort daarna verhuisde haar moeder met haar drie kinderen naar een appartement in Venice Beach. Terry doorliep haar middelbare school aan de Santa Monica High School.
Omdat ze in armoede opgroeide, begon Terry op vijftienjarige leeftijd bij te verdienen door te figureren in films. Ze werd hiertoe aangemoedigd door actrice Enid Markey die in hetzelfde appartementencomplex woonde. Filmregisseur Thomas H. Ince nam haar aan en plaatste haar in enkele van zijn films. Aanvankelijk had ze weinig interesse in het acteervak, maar raakte geïnspireerd door haar tegenspeelster Bessie Barriscale in Not My Sister (1916) om een filmster te worden. Desondanks had ze moeite met het bemachtigen van grote rollen in films, hetgeen resulteerde in grote onzekerheid. Ze verruilde het acteervak kortdurend om een carrière in de filmmontage te ambiëren.
Terry keerde terug naar de film nadat ze in 1919 werd ontdekt door Rex Ingram, die haar een kleine rol gaf in zijn film Short Acres (1920). Ingram werd verliefd op Terry en doopte haar om tot een filmster. Zodoende brak Terry in 1921 door met een hoofdrol in Ingrams film The Four Horsemen of the Apocalypse. Na haar doorbrak acteerde ze in verscheidene grootschalige producties, voornamelijk aan de hand van Ingram.
Terry was van 1921 tot en met 1950 getrouwd met Ingram. Het koppel verhuisde in 1923 naar Nice alwaar ze met Ingram een filmproductiebedrijf oprichtte. Voor dit bedrijf nam ze enkele films op in Noord-Afrika, Spanje en Italië. Tijdens haar verblijf in Tunesië voor de opnamen van de film The Arab (1924) adopteerde ze Kada-Abd-el-Kader, een weesjongen die later een volwassen man bleek te zijn. Na deze onthulling werd de 'jongen' teruggestuurd naar Tunesië.
Na de opkomst van de geluidsfilm aan het einde van de jaren '20 eindigde Terry haar filmcarrière. Hierna werd ze schilder. Ze overleed op 88-jarige leeftijd.

## Filmografie (selectie)
- Bibsys: 1592544503378
- Biblioteca Nacional de España: XX5335111
- Bibliothèque nationale de France: cb14701862x (data)
- Gemeinsame Normdatei: 1286276632
- International Standard Name Identifier: 0000 0000 3556 2055
- Library of Congress Control Number: n85185283
- SNAC: w6fk694h
- Virtual International Authority File: 34719476
- WorldCat: E39PBJkdghdcrGmCM8vKqthT73